# Малюська Денис Леонтійович
Малюська Денис Леонтійович (нар. 19 листопада 1981, м. Дунаївці, Хмельницька область) — український юрист, бізнесмен, голова правління BRDO/World Bank Group. Народний депутат України 9-го скликання. Міністр юстиції України (2019-2024).

## Життєпис
Денис Малюська народився 19 листопада 1981 року. Навчався у Київському університеті ім. Шевченка за спеціальністю «правознавство» (2004). Також закінчив Лондонський університет (2016). Магістр права.
Довгий час працював юристом, спеціалізуючись на питаннях регулювання підприємницької діяльності, врегулювання спорів та банкрутства. Заснував 2004 року адвокатське об'єднання "Адвокатська фірма «Бізнес-право», а наступного року — ТОВ «Радник прес», який потім і очолив. Підприємство займається видавничою діяльністю.
2010 року Малюська призначений консультантом з розвитку приватного сектора Групи Світового банку. На цій посаді він надавав технічну підтримку урядам України та країн Центральної Азії. Згодом був обраний заступником Голови правління BRDO/World Bank Group — незалежного неурядового експертно-аналітичного центру, створеного за ініціативи Міністерства економічного розвитку та торгівлі і західних партнерів: Світового банку та уряду Канади.
Кандидат у народні депутати від партії «Слуга народу», обраний на парламентських виборах 2019 року, № 21 у списку. Склав повноваження на першому ж засіданні парламенту.
З 29 серпня 2019 року — Міністр юстиції України. Член Національної інвестиційної ради (з 24 грудня 2019).
20 травня 2020 року Малюська запропонував на розгляд уряду законопроєкт, згідно з яким має скасовуватись люстрація керівництва компартії СРСР як така, що «є популістичною».
27 жовтня 2020 року Конституційний Суд скасував ст. 366-1 КК України про кримінальну відповідальність за внесення недостовірних даних в декларацію, а також визнав неконституційними повноваження НАЗК. Малюська сказав, що рішення КС йому «не подобається», проте заявив, що планує поновити систему роботу е-декларацій за кілька місяців, з урахуванням аргументів, які виклав Конституційний Суд у своєму рішенні.
У вересні 2021 року Міністр юстиції Малюська призначив Івана Ліщину своїм радником.
3 вересня 2024 року подав до ВРУ заяву про відставку. Крім Малюськи, заяви про відставку подали міністр захисту довкілля та природних ресурсів Руслан Стрілець та міністр з питань стратегічних галузей промисловості Олександр Камишін.
4 вересня 2024 року Верховна Рада України підтримала звільнення Дениса Малюську з посади міністра юстиції України.

## Родина
- дружина — Рабчинська Людмила Сергіївна;
- діти — Єлизавета, Уляна, Соломія, Нестор[20].